# 9136 Lalande
9136 Lalande è un asteroide della fascia principale. Scoperto nel 1971, presenta un'orbita caratterizzata da un semiasse maggiore pari a 2,4353413 UA e da un'eccentricità di 0,1483276, inclinata di 6,68478° rispetto all'eclittica.